# Köçek

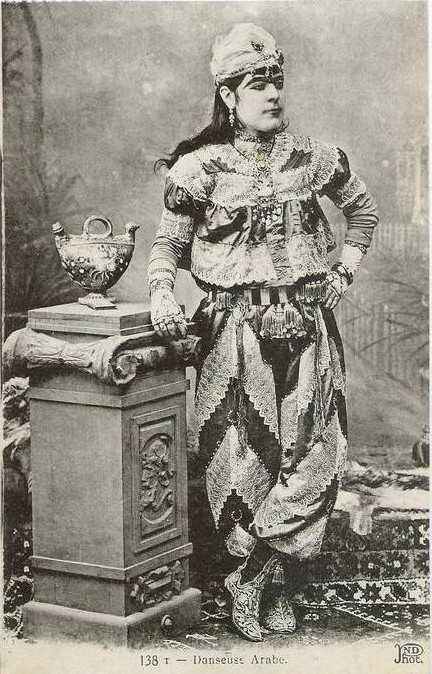
Ansichtkaartfoto van een köçek poserend in kostuum, eind 19e eeuw.

Een köçek (meervoud köçekler, in het Turks) was een tot slaaf gemaakte jongen, die doorgaans in vrouwelijke kleding gekleed was en gebruikt werd als buikdanser en prostitué. Hij trad op tijdens huwelijks- of besnijdenisvieringen, maar diende ook voor het vermaak van de sultans en de aristocratie.

## Oorsprong
Het Turkse woord köçek is afgeleid van het Perzische woord کوچک (kuchak), dat 'klein' of 'jong' betekent en wat weer de Perzische uitspraak is van het Turkse woord küçük, dat 'klein' betekent.
De cultuur van de köçek, die bestond van de 17e tot de 19e eeuw, vindt zijn oorsprong in de gebruiken in Ottomaanse paleizen, en in het bijzonder in harems. Het concept van de köçek verrijkte zowel de muziek als de dans van de Ottomanen. De support van de sultans was de sleutelfactor in de ontwikkeling ervan, aangezien de vroege stadia van de kunstvorm beperkt waren tot paleiskringen.
Köçek-dansers waren door devşirme geronselde jongens, die naast dansen ook werkten als prostitués. Devşirme kan vertaald worden als 'ophalen van kinderen'. Dit was in het Osmaanse Rijk een systeem dat werd toegepast in veroverde christelijke gebieden.

## Cultuur
Het trainen van een köçek begon rond de leeftijd van zeven of acht jaar en werd na ongeveer zes jaar training als voltooid beschouwd. De 'carrière' van een dergelijke danser zou voortduren zolang hij baardloos bleef en zijn jeugdige voorkomen behield.
De danssoorten, gezamenlijk bekend als köçek oyunu, bevatten Arabische, Griekse, Assyrische en Koerdische elementen. Het muziekgenre waar de jongens op dansten staat bekend als köçekçe. Dit was een mix van soefi-, Balkan- en klassieke Anatolische invloeden, waarvan sommigen in hedendaagse Turkse popmuziek terug te horen zijn.
De techniek van een köçek werd niet alleen beoordeeld op zijn dansvaardigheden, maar ook op zijn vaardigheid met percussie-instrumenten. De dansers werden begeleid door een orkest, met de kemençhe en laouto als belangrijkste instrumenten, en twee zangers.

### Uiterlijk
De jonge dansers, die vaak zware make-up droegen, krulden hun haren en droegen het in lange lokken onder een kleine zwarte of rode fluwelen hoed versierd met munten, juwelen en goud. Hun gebruikelijke kleding bestond uit een klein rood geborduurd fluwelen jasje met een goud geborduurd zijden overhemd, shalvar (wijde broek), een lange rok en een vergulde riem, aan de achterkant geknoopt.

### Erotiek
Een köçek liep op een sierlijke manier en draaide met zijn heupen in langzame verticale en horizontale achten, ritmisch met zijn vingers knippend en suggestieve gebaren makend. Naast de sensuele en seksueel provocerende bewegingen maakten acrobatiek en schijnworstelen eveneens deel uit van de act. Een köçek werd seksueel uitgebuit, vaak door de hoogste bieder.

### Geweld
In Istanboel dansten de jongens, voorafgaand aan hun optredens, tussen de toeschouwers, om ze te enthousiasmeren. In het publiek veroorzaakte concurrentie om de aandacht van de jongens vaak voor opschudding en woordenwisselingen. Niet zelden mondde dit - onder de toeschouwers - uit in vechtpartijen, met als enig doel de kans te krijgen een köçek te kunnen dwingen tot seksuele dienstbaarheid. Dit resulteerde uiteindelijk in de onderdrukking van de praktijk onder sultan Abdülmecit.
Vanaf 1805 werkten er ongeveer 600 köçek-dansers in de tavernes van de Turkse hoofdstad. Ze werden in 1837 verboden. Met de onderdrukking van de haremcultuur onder sultan Abdülaziz (1861-1876) en sultan Abdülhamit II (1876-1908) verloren köçek-dans en -muziek de steun van keizerlijke beschermheren en verdwenen geleidelijk.
De köçek was veel gewilder dan de çengi, de vrouwelijke tegenhanger. De danseressen waren vaak extreem jaloers op de aandacht die de jongens kregen, wat soms eindigde in moord (van de mannelijke dansers).

## Galerij

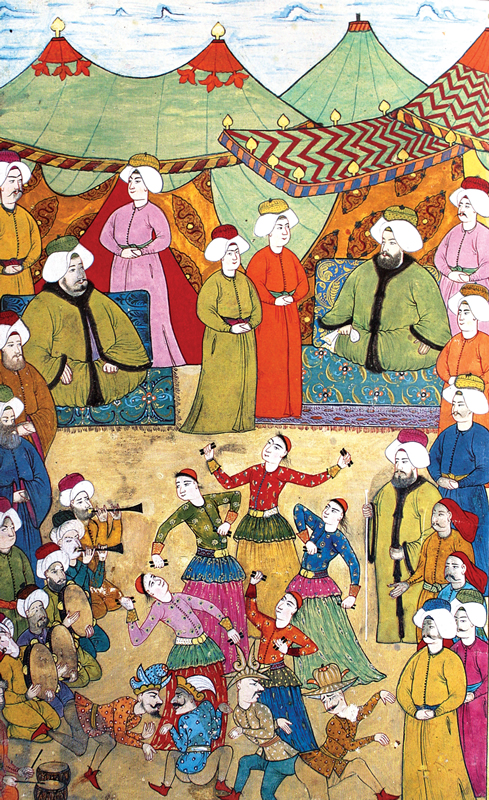
Köçek-dansers in een Ottomaanse miniatuur, 18e eeuw.
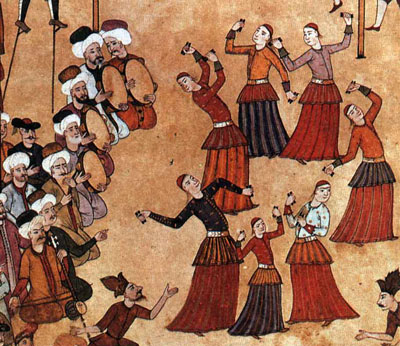
Köçek-dansers op een kermis, bij de viering van een besnijdenis, 18e eeuw.
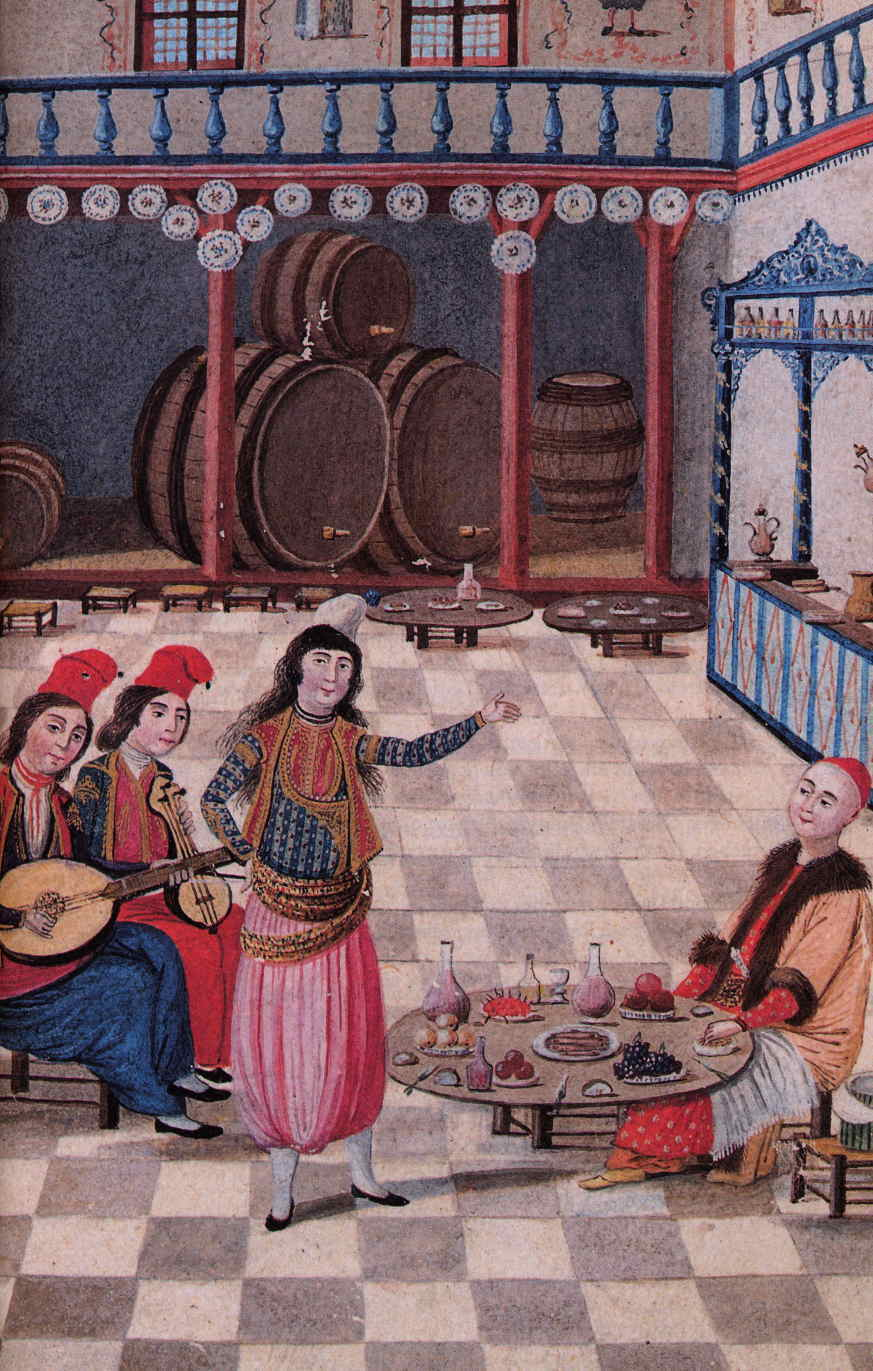
Optreden van een köçek, 18e eeuw.